# Санфирова, Ольга Александровна
Ольга Александровна Санфирова (2 мая 1917, Самара — 13 декабря 1944, Гродно) — командир эскадрильи 46-го гвардейского ночного бомбардировочного авиационного полка (325-й ночной бомбардировочной авиационной дивизии, 4-й воздушной армии, 2-го Белорусского фронта), гвардии капитан. Герой Советского Союза.

## Биография

### Ранние годы
Родилась 2 мая (19 апреля) 1917 года в Самаре, в семье рабочего Александра Васильевича Виноградова, который после революции вступил в РККА. В 1932 году он был демобилизован по состоянию здоровья, служил на административно-хозяйственных должностях и в 1935 году скончался. Девочка в 1932 году окончила 7 классов и вместе с матерью, Александрой Константиновной Санфировой, переехала из Куйбышева в Новоургенч Узбекской ССР, где в 1935 году окончила 9 классов. Ольга самостоятельно отправилась поступать в аэроклуб в городе Коломне Московской области. Поскольку приём уже был закончен, по рекомендации начальника аэроклуба В. Голованевского устроилась работать ученицей препаратора в химической лаборатории на Коломенский машиностроительный завод имени Куйбышева. Активно занималась комсомольской работой и спортом, в том числе парашютными прыжками и стрельбой, одной из первых на заводе получила значок ГТО.

### Работа в авиации
В 1936 году Санфирову зачислили в аэроклуб, где она сдала на отлично теоретическую подготовку и лётную практику. Лётную квалификацию повысила в Батайской военной авиационной школе пилотов. Затем работала по специальности: пилотом в Московском отряде специального применения № 200 (управление санавиации), лётчиком-инструктором в 78-й учебной авиаэскадрилье Западно-Сибирского управления гражданской авиации в городе Татарске Новосибирской области.

### Военные годы
В декабре 1941 года Санфирова по мобилизации ЦК ВЛКСМ и призыву Героя Советского Союза Марины Расковой была призвана в армию и направлена на курсы при Энгельсской военной школе пилотов. После двухмесячной переподготовки 5 февраля 1942 года зачислена лётчицей 588-го бомбардировочного авиационного полка. Боевое крещение приняла на Южном фронте. С июля 1942 г. лично произвела 630 боевых вылетов на самолёте По-2 с боевым налётом 875 часов.
Как сообщала в донесении 30 ноября 1944 года командир полка гвардии майор Бершанская, Ольга Санфирова сбросила 77 тонн бомбового груза для уничтожения моторизированных частей противника, 700 000 листовок войскам противника, 26 мешков с боеприпасами и питанием для частей РККА, блокированных немцами в районе Эльтигена. Участвовала в освобождении от гитлеровских захватчиков Северного Кавказа, Крыма (Новороссийско-Таманская, Керченско-Эльтигенская, Крымская наступательные операции), Белорусской наступательной операции.
Через три года капитан О. А. Санфирова стала командиром эскадрильи 46-го гвардейского ночного бомбардировочного авиаполка (325-я ночная бомбардировочная авиадивизия, 4-я воздушная армия, 2-й Белорусский фронт). Под её командованием эскадрилья произвела 3270 боевых вылетов с боевым налётом более чем 4500 часов.

### Смерть
Погибла 13 декабря 1944 года при возвращении с боевого задания. После сброса бомб на железнодорожную станцию близ Варшавы на маршруте возврата на свой аэродром в районе польского населённого пункта Домослав самолёт попал под сильный зенитный огонь. Санфирова старалась дотянуть горящую машину к линии фронта и, когда она была пересечена, приказала штурману Руфине Гашевой покинуть самолёт, а затем прыгнула сама. Лётчицы приземлились на нейтральной полосе на расстоянии 800 м друг от друга. Двигаясь к своим, Ольга Санфирова подорвалась на противопехотной мине, а Руфина, получив ранения, осталась жива — её вынес на руках советский боец.
Лётчицу похоронили в братской могиле в белорусском городе Гродно. 23 февраля 1945 года, Указом Президиума Верховного Совета СССР ей было посмертно присвоено звание Героя Советского Союза.

## Награды
- Указом Президиума Верховного Совета СССР от 23 февраля 1945 года «за образцовое выполнение боевых заданий командования на фронте борьбы с немецкими захватчиками и проявленные при этом отвагу и геройство» гвардии капитану Санфировой Ольге Александровне посмертно присвоено звание Героя Советского Союза[6].
- Награждена орденом Ленина, орденами Красного Знамени[7], Александра Невского[8], Отечественной войны I степени, а также медалью «За оборону Кавказа»[9].

## Память
- Её именем названы улицы в городе Самара (27 апреля 1965 г. в честь Героя Советского Союза О. А. Санфировой переименован бывший 8-й проезд на участке от ул. Симферопольской (ныне ул. Блюхера) до Семейкинского шоссе (ныне Московское шоссе)[2][10] и в белорусском городе Гродно.
- Памятник героине установлен на пересечении улиц Революционной и Аэродромной, в сквере около Самарского дома молодёжи[11][12]. Архитектор — Ю. И. Мусатов, скульптор — А. С. Головнин[13].
- Бюст О. А. Санфировой установлен в городе Коломна, а на здании аэроклуба — мемориальная доска. Мемориальная доска также установлена на здании цеха нестандартизированного оборудования Коломенского машиностроительного завода[1].
- Имя О. А. Санфировой присвоено проспекту в Гродно (бел. «праспект Во́льгі Санфі́равай»; рус. «проспект О́льги Санфи́ровой»)[14].

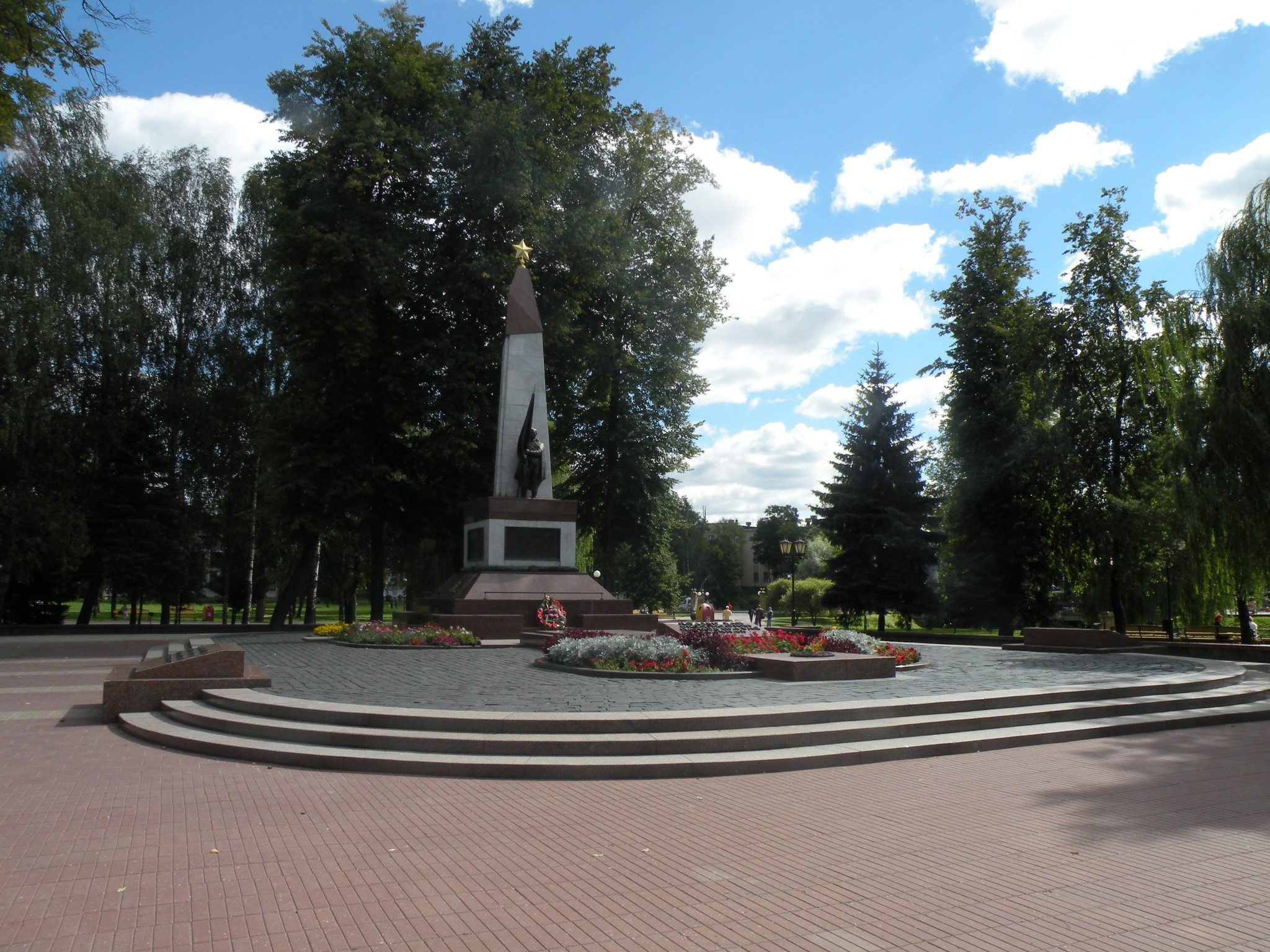
Братская могила в Гродно
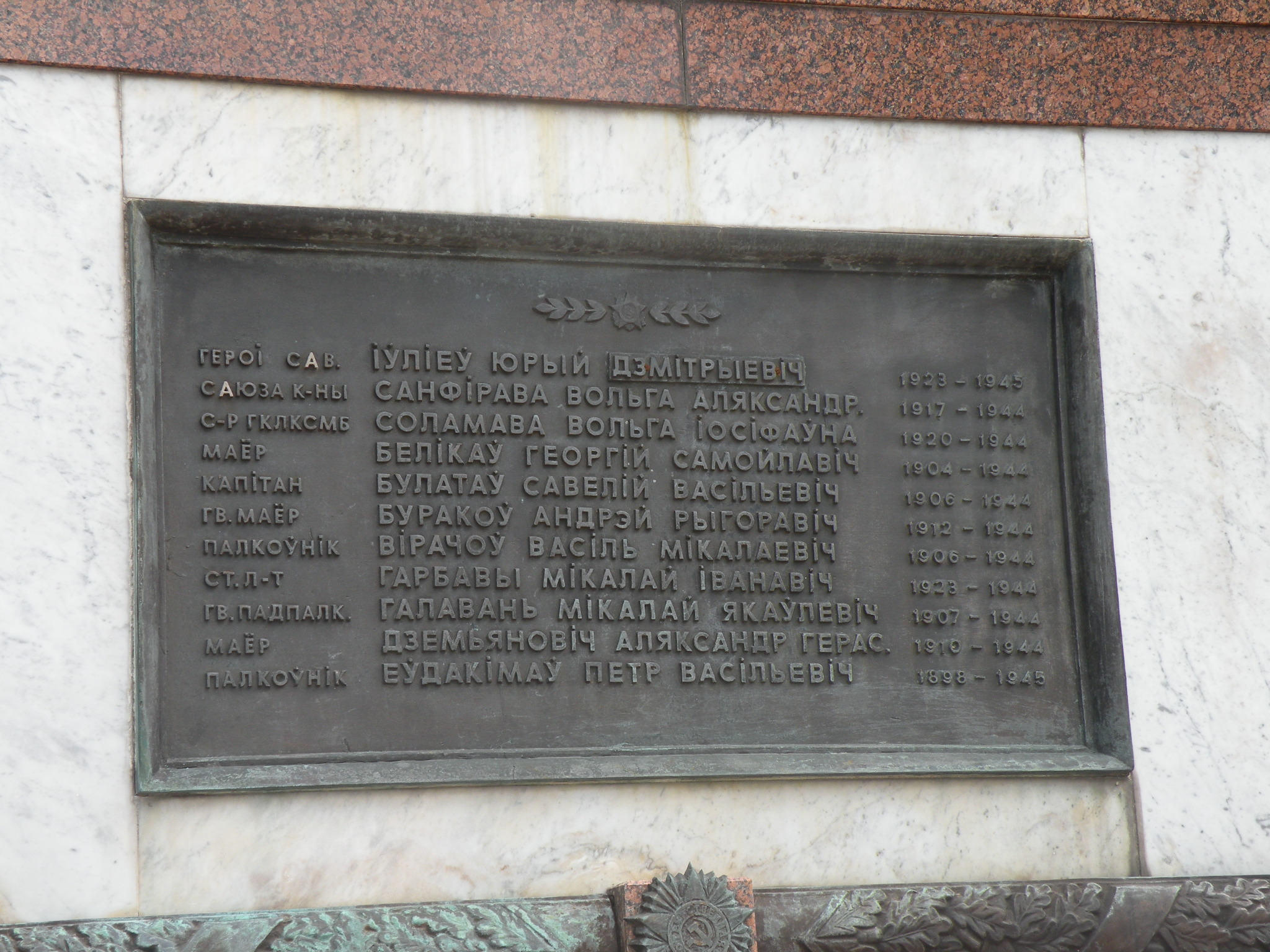
Памятная плита с именем Ольги Санфировой
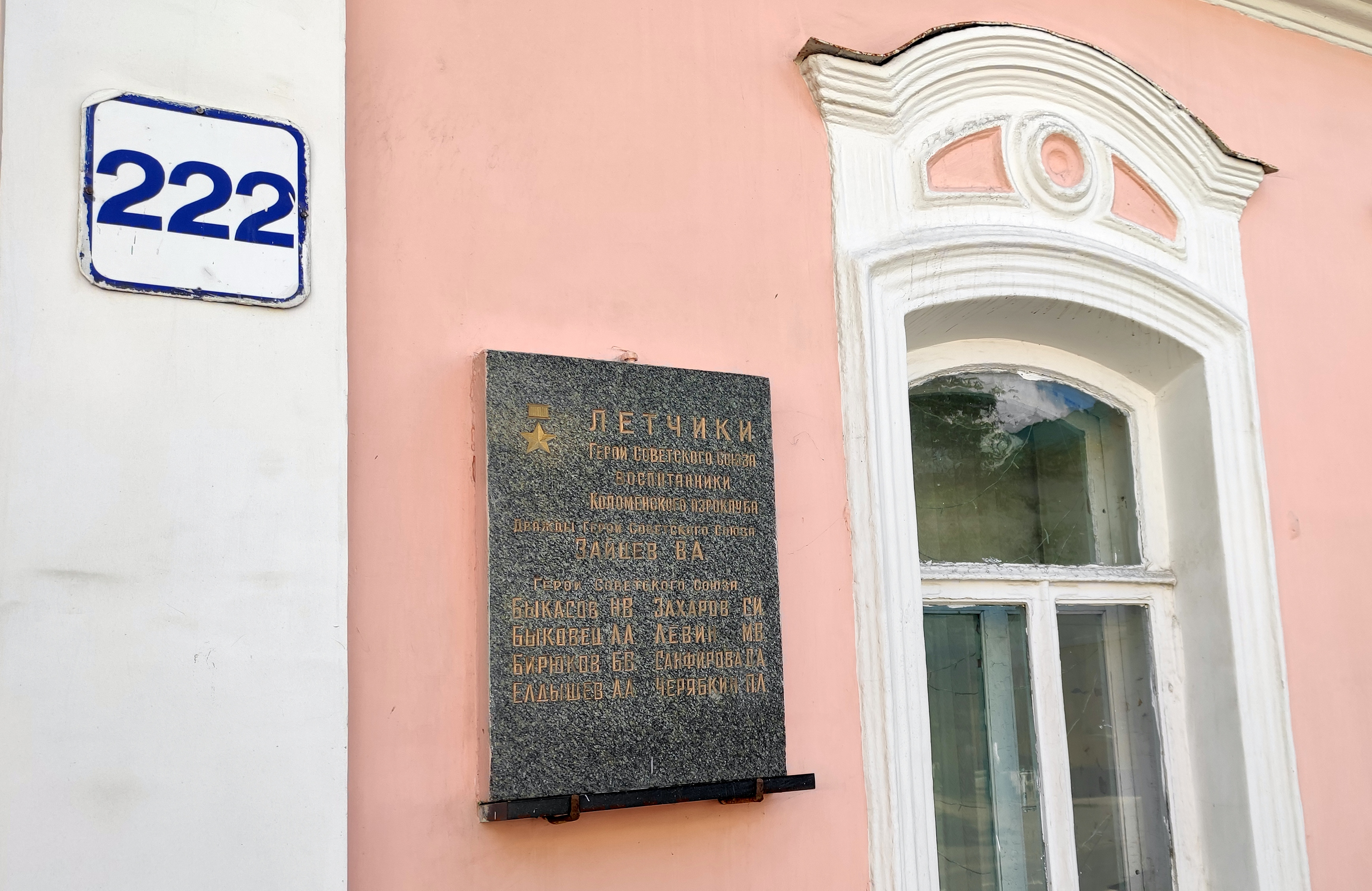
Памятная доска на стене д. 222 по ул. Октябрьской революции в Коломне памяти Ольги Санфировой и других Героев Советского Союза, связанных с Коломенским аэроклубом
Памятник Ольге Санфировой в Самаре (использован образ «ночной ведьмы» из истории Великой Отечественной войны)